# 多斑九棘鱸
多斑九棘鱸，為輻鰭魚綱鱸形目鱸亞目鮨科的其中一種，分布於東印度洋的泰國及印尼海域，棲息深度3-13公尺，體長可達18.8公分，為底棲性魚類，屬肉食性，生活習性不明。

## 擴展閱讀
維基物種上的相關：多斑九棘鱸